# Bajo Sueños
Bajo Sueños es una banda de heavy metal y soft rock formada en 1992 en Cuenca, Ecuador.

## Inicios
Inspirados por agrupaciones como Rata Blanca, Héroes del Silencio, Ángeles del Infierno, Iron Maiden y Scorpions, Mauricio Calle, Diego Larriva, Christian Flores y Xavier Solís, compañeros del colegio Hermano Miguel de Cuenca, capital de la provincia de Azuay, conforman la agrupación Bajo Sueños con la intención de practicar un heavy metal de estilo clásico y power ballad. Su debut oficial en los escenarios sería en 1994, en un festival de la ciudad de Baños, Tungurahua.

## Trayectoria
En 1996, Bajo Sueños es incluida en el disco recopilatorio local Rock Nativo, junto a las bandas Sobrepeso, Ática y Arkana.
En 1999 publican su álbum debut Nada de Amor, con temas como "Dama imaginaria", "Como olvidarte" y "Nada de Amor", de gran éxito a nivel nacional, llevándolos a presentarse en Cuenca, Quito, Guayaquil, Ambato, Loja y otras ciudades.
En 2001 publican su segundo álbum, Estoy vivo, del que promocionan los cortes "Otoño" y "Déjame vivir". En 2005 le sigue el El silencio terminó y en 2011 Tiempo, debutando ese mismo año en el Quito Fest junto a la emblemática agrupación norteamericana Testament. Entre 2004 y 2011, la banda también realizó conciertos en varias ciudades de Estados Unidos.
Tras un período de incertidumbre sobre la continuidad del grupo y la salida del baterista Christian Flores, el bajista Fernando Ordóñez y el guitarrista Xavier Solís, el cantante y guitarrista líder Mauricio Calle anuncia en 2015 que Bajo Sueños inicia una nueva etapa. Con la nueva alineación conformada por Hernán Montalvo en la guitarra, José Quinteros en la batería y Marco López en el bajo, Bajo Sueños publica en 2016 Fuerza infinita, su quinto álbum de estudio.
El 8 de agosto de 2017, la agrupación participó del ensamble Rock Sinfónico junto a la Orquesta Sinfónica Nacional del Ecuador, en el Centro Cultural Itchimbía de Quito.
En 2018 la banda inicia el tour Nada de Amor: 20 aniversario, reeditando la canción que grabaran para su álbum debut homónimo en 1998, con presentaciones en Cuenca, Quito, Riobamba, Gualaquiza, Pasto (Colombia) y otras localidades.
En 2020 lanzan al mercado su séptimo álbum Entre el cielo y la tierra. En 2021 reeditaron su disco debut Nada de Amor, seguido de la compilación Baladas Doradas de 2022.

## Alineación
- Mauricio Calle (voz y guitarra líder)
- Hernán Montalvo (guitarra rítmica)
- Pedro Sacta (batería)
- Josep Wazhima (bajo)

## Discografía
- Nada de Amor (1999)
- Estoy vivo (2002)
- El silencio terminó (2004)
- Tiempo (2011)
- Fuerza infinita (2016)
- Entre el cielo y la tierra (2020)
- Baladas Doradas (2022)